# Awule Quaye
Awule Quaye, també conegut com a Abdullah Quaye després de la seua conversió a l'islam, és un futbolista ghanés, nascut a Accra el 8 de juny de 1981. Ocupa la posició de migcampista.
Ha estat internacional amb el seu país. Va participar en el Mundial Juvenil de 1997, celebrat a Egipte.

## Clubs
- 97/99 CD Ourense
- 99/01 Màlaga CF
- 01/02 Accra Hearts
- 02/03 Al-Ittifaq
- 03/05 CS Sfaxien
- 05/07 El Zamalek
- 07/... Al-Wahda